# ظهير الدين النيسابوري
ظهير الدين النيسابوري (توفي ق. 1184) كان كاتبًا فارسيًا ومؤلف كتاب سلجوق نامه ("كتاب الدولة السلجوقية")، وهو مصدر مهم فيما يتعلق بتاريخ الإمبراطورية السلجوقية. حياة ظهير الدين غامضة؛ ويقال إنه كان معلمًا لسلاطين السلاجقة السابقين، غياث الدين مسعود (حكم 1134–1152) وأرسلان بن طغرل (حكم سنة 1153). على الرغم من أن كتاب سلاجقة نامه قد ضاع الآن، إلا أنه استُخدم مصدرًا أساسي للمؤرخ الفارسي اللاحق محمد بن علي الراوندي.